# Raio da morte
Nikola Tesla na capa da Pearson's Magazine de maio de 1899.
O raio da morte, feixe mortal ou raio laser foi uma arma de partículas teórica que dos anos 1920 aos anos 1930 vários inventores disseram ter chegado independentemente à sua finalização, entre eles Nikola Tesla, Edwin R. Scott, Harry Grindell Matthews, Graichen e outros.

## Ficção científica
Embora o conceito de um raio da morte nunca foi colocado em ação, ele alimentou histórias de ficção científica e foi juntado ao conceito da arma de raio manual usada por heróis fictícios, como Buck Rogers e Flash Gordon. No romance The Last Man de Alfred Noyes (1940), um raio da morte desenvolvido por um cientista alemão chamado Mardok desencadeia em uma guerra mundial e quase liquida a raça humana. Armas semelhantes são encontrados na franquia Star Wars, criada por George Lucas.